# Antonella Palmisano
Antonella Palmisano (Mottola, 6 de agosto de 1991) es una deportista italiana que compite en atletismo, especialista en la disciplina de marcha.
Participó en dos Juegos Olímpicos de Verano, obteniendo una medalla de oro en Tokio 2020, en la prueba de 20 km, y el cuarto lugar en Río de Janeiro 2016, en la misma prueba.
Ganó dos medallas de bronce en el Campeonato Mundial de Atletismo, en los años 2017 y 2023, y dos medallas en el Campeonato Europeo de Atletismo, en los años 2018 y 2024.

## Palmarés internacional
| Juegos Olímpicos   | Juegos Olímpicos      | Juegos Olímpicos  | Juegos Olímpicos |
| Año                | Lugar                 | Medalla           | Prueba           |
| ------------------ | --------------------- | ----------------- | ---------------- |
| 2020               | Tokio (Japón)         | Medalla de oro    | 20 km marcha     |
| Campeonato Mundial |                       |                   |                  |
| Año                | Lugar                 | Medalla           | Prueba           |
| 2017               | Londres (Reino Unido) | Medalla de bronce | 20 km marcha     |
| 2023               | Budapest (Hungría)    | Medalla de bronce | 20 km marcha     |
| Campeonato Europeo |                       |                   |                  |
| Año                | Lugar                 | Medalla           | Prueba           |
| 2018               | Berlín (Alemania)     | Medalla de bronce | 20 km marcha     |
| 2024               | Roma (Italia)         | Medalla de oro    | 20 km marcha     |